# Castell de Doiras
El castell de Doiras (en gallec: castelo de Doiras) és una fortificació medieval situada a la serra dels Ancares, a la província de Lugo. Des de l'any 1994 és considerat Bé d'Interès Cultural, dins del catàleg de monuments del patrimoni històric espanyol.

## Descripció
El castell de Doiras, també conegut com a Torre de Doiras, torre de Ferrería o Castelo de Ferrería, està situat en un promontori de 700 metres d'altitud entre les lleres dels rius Cancelada i Toural. Forma part de la parròquia de Vilarello, al municipi de Cervantes, Galícia.
La fortalesa s'estructura al voltant d'un pati d'armes rectangular de 25 x 21 metres, que s'adapta al desnivell del terreny. Aquesta estructura posseeix uns murs que tenen de mitjana 1 metre de gruix per vuit d'alt. La torre de l'homenatge arriba als 14 metres d'altura, i té planta rectangular (10 x 8 metres); els seus murs tenen 2 metres de gruix. El material utilitzat per a la seva construcció és la pissarra.
La porta d'entrada a la fortificació, de 4 metres d'alçada, dona al pati d'armes i està rematada per un arc de mig punt. A la torre de l'homenatge s'hi accedeix a través d'una passarel·la que et mena a una porta situada a 4 metres d'alçada.

## Història
Es tracta d'una fortificació construïda, molt probablement, durant la segona meitat del segle xv, en el moment de la creació de la senyoria de Cervantes. Els seus titulars van ser els Osorio fins al segle xvii, moment que aquesta família es va fusionar amb el llinatge de Grajal de Campos.
Diego Pérez Osorio y Guzmán, va ser el primer senyor jurisdiccional de Cervantes i de Villacid (a Valladolid). Era membre d'una família noble de llarga tradició originària de l'antic regne de Lleó. La relació dels Osorio amb les dinasties reials castellanes els va comportar l'adquiriment de privilegis en forma de títols i terres, tant a la zona del Bierzo com a Galícia. La construcció del castell de Doiras segurament respongui a la necessitat de protegir un dels camins d'entrada a Galícia a través de la senyoria de Cervantes.
Mes endavant, la família Grajal de Campos es van convertir en marquesos d'Alcañices el segle xviii i, finalment, en ducs de Sesto ja durant el segle xix. El darrer duc de Sesto i, per tant, senyor de Cervantes va ser José Osorio Silva, mort el 1909.
Hi ha poca informació sobre les dinàmiques que va seguir el castell de Doiras en tot aquest temps. A començaments del segle XX es trobava en ruines, moment en què va ser comprat per Emilio Martínez Baladrón, qui el va restaurar deixant-lo amb l'aspecte actual. Des de l'any 2000 pertany a la Fundació Xosé Soto de Fión.
A finals del 2016, membres del Colectivo Patrimonio dos Ancares van trobar una estructura no gaire lluny del castell de Doiras, en un lloc anomenat O Teso do Castelo. La troballa d'una moneda del segle xvii fa pensar als historiadors que aquesta estructura i el castell de Doiras formaven part d'un mateix entramat defensiu o de control.

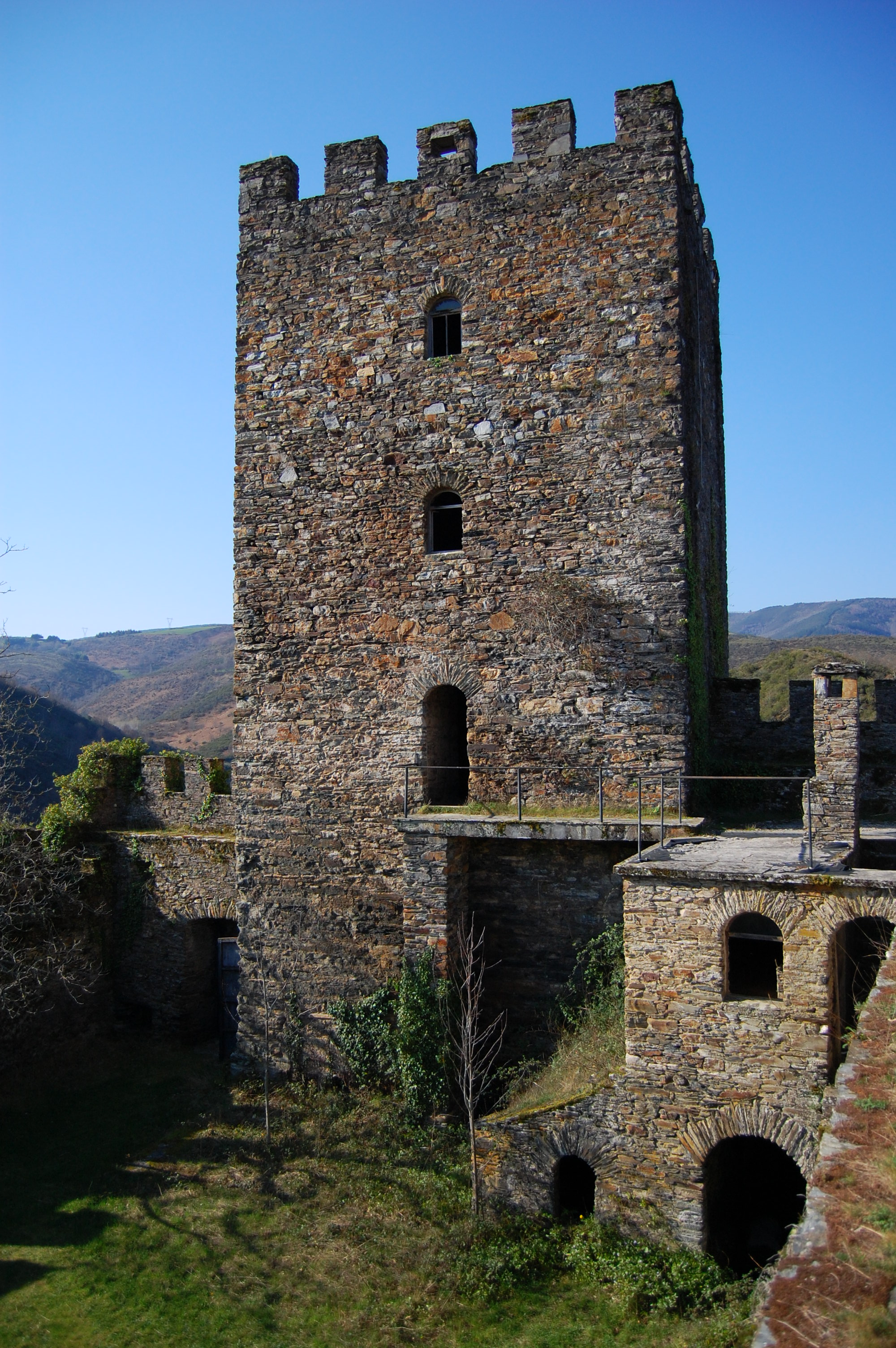
Torre de l'homentge del castell de Doiras

## Estat de conservació
Algunes veus van denunciar el mal estat en què es trobaven les dependències del castell. Obert al públic sense cap control, va anar acomulant brutícia i deixalles que n'havien malmès la imatge. A més, i malgrat que la fundació propietària i l'ajuntament de Cervantes en realitzen un desbrossament anual, no ha gaudit de cap intervenció de millora ni restauració en les darreres dècades, cosa que ha multiplicat la presència d'esquerdes en alguns murs. Per la seva banda, la Fundació Xosé Soto va al·legar no tenir els fons necessaris per mantenir en condicions les estructures de la fortificació.

## Llegendes
Diu la llegenda que al castell de Doiras hi vivia Froiaz amb els seus fills Egas i Aldara. Una tarda Aldara va desaparèixer i cap recerca va donar resultat. Temps després Egas, estant de caça, va veure una gran cèrvola blanca que va abatre d'un tret. Com que l'animal era molt gran i no el podia transportar amb ell fins al castell, li va amputar una pota per demostrar la seva gesta. Quan va mostrar-li al seu pare el resultat de la seva caça, de la bossa on duia la pota de l'animal en va sortir la mà fina, bella i blanca d'Aldara. Quan van córrer fins al lloc on Egas havia mort la gran cèrvola blanca hi van trobar el cos sense vida de la donzella, que jeia sense una mà.